# Vom Winde verweht (Film)
Vom Winde verweht (Originaltitel: Gone with the Wind) ist eine US-amerikanische Literaturverfilmung aus dem Jahr 1939 mit Vivien Leigh und Clark Gable in den Hauptrollen. Der Film basiert auf dem gleichnamigen Roman von Margaret Mitchell, der 1936 veröffentlicht wurde und sich schnell zu einem der erfolgreichsten Romane der amerikanischen Literaturgeschichte entwickelte. Der von David O. Selznick produzierte Film ist einer der bekanntesten Hollywoodfilme und gehört zu den großen Filmklassikern.
Mit fast vier Stunden Laufzeit war er seinerzeit der Film mit der längsten Spieldauer, außerdem mit Herstellungskosten von rund vier Millionen US-Dollar der teuerste Film. Vom American Film Institute wurde er 1998 auf Platz 4 der 100 besten US-Filme aller Zeiten gewählt. Seit seiner Uraufführung wurde er mehrfach erneut in die Kinos gebracht und ist mit einem inflationsbereinigten Einspielergebnis von rund 8,8 Milliarden US-Dollar (2019) das kommerziell erfolgreichste Werk der Filmgeschichte.
Der Film spielt während des Sezessionskriegs sowie der anschließenden Reconstruction-Ära. Hauptfigur ist die temperamentvolle Southern Belle Scarlett O’Hara (Vivien Leigh), die in eine stürmische Romanze mit Rhett Butler (Clark Gable) gerät. Obwohl sie Rhett heiratet, vergöttert sie dennoch weiterhin ihren Jugendfreund Ashley Wilkes (Leslie Howard), der jedoch mit der gutmütigen Melanie Hamilton (Olivia de Havilland) verheiratet ist. Die Regie führte Victor Fleming; die Filmmusik stammt von Max Steiner.
Vom Winde verweht ging mit einer Rekordzahl von 13 Nominierungen in die Oscarverleihung 1940 und wurde mit acht Oscars sowie zwei Ehren-Oscars ausgezeichnet. Darunter war der Oscar als Beste Nebendarstellerin für Hattie McDaniel, mit der erstmals ein afro-amerikanischer Künstler gewann.
In jüngerer Zeit wird der Film mit dem Argument kritisiert, dass er die Sklaverei im alten Süden romantisiere und rassistische Klischeevorstellungen nähre.

## Handlung

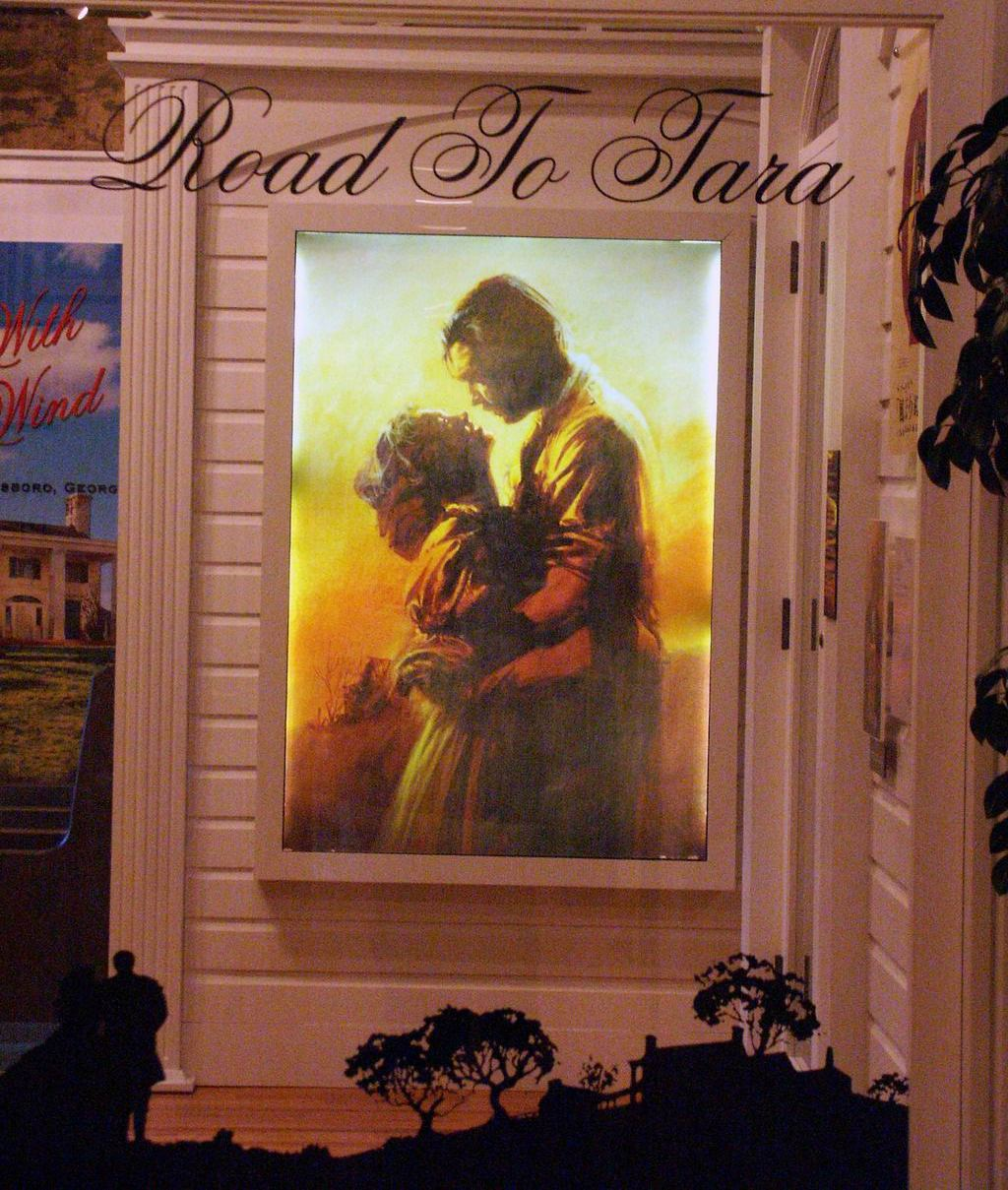
Vom-Winde-verweht-Museum in Jonesboro, Georgia

1861, kurz vor Beginn des Sezessionskrieges: Die auf der Baumwollplantage Tara bei Atlanta aufgewachsene Scarlett O’Hara ist verliebt in Ashley Wilkes, den Erben der Nachbarplantage Zwölf Eichen. Sie erfährt, dass sich Ashley mit seiner gutmütigen und stillen Cousine Melanie Hamilton verloben will. Auf einem prunkvollen Gartenfest in Zwölf Eichen versucht sie Ashley dazu zu bringen, sie selbst statt Melanie zu heiraten.
Auf dem Fest lernt Scarlett auch Rhett Butler aus Charleston kennen, der von seiner Familie wegen eines Skandals verstoßen wurde und einen schlechten Ruf hat – auch weil er sich traut, unbequeme Wahrheiten wie die Unterlegenheit der Südstaaten gegenüber den Nordstaaten auszusprechen. In das Gartenfest platzt die Nachricht, dass Lincoln den Südstaaten den Krieg erklärt hat. Nach dem Fest ziehen die überwiegend kriegsbegeisterten Südstaatler freudig hinaus in den Bürgerkrieg. Zuvor heiratet der Armee-Hauptmann Ashley noch Melanie, und Scarlett nimmt aus Trotz den Antrag von Melanies naivem Bruder Charles an – einem von Scarletts zahllosen Verehrern. Charles stirbt wenige Wochen nach der Hochzeit im Ausbildungslager.
In der Hoffnung, Ashley wiederzusehen, zieht Scarlett nach Atlanta zu Melanie und deren einfältiger Tante „Pittypat“ Hamilton. Dort trifft Scarlett auf einem Wohltätigkeitsball für verwundete Soldaten erneut Rhett Butler. Bei einer „Versteigerung“ der Damen zum Wohl des Lazaretts ersteigert Butler Scarlett als Tanzpartnerin, obwohl sie als Witwe eigentlich nicht tanzen darf. Scarlett, frustriert über die gesellschaftlich verordnete Trauerzeit, nimmt das Angebot begeistert an. Sie beginnt, im Lazarett bei Dr. Meade zu arbeiten, ist allerdings abgestoßen von den vielen schwer verwundeten Soldaten. Hinzu kommt, dass die Südstaaten gegenüber den Nordstaaten im Krieg zunehmend ins Hintertreffen geraten. Schließlich greift die Armee der Nordstaaten die Stadt im Atlanta-Feldzug an.
Scarlett muss währenddessen zusammen mit der kindlichen und verängstigten Sklavin Prissy Melanie bei der Geburt ihres Sohnes Beau beistehen. Bei der anschließenden Flucht zur Heimatplantage Tara hilft ihnen Rhett Butler. Er treibt Pferd und Fuhrwagen auf und bringt sie mit Melanie, Beau und Prissy aus der brennenden Stadt. Dann verlässt er sie, um sich der Armee der Konföderierten Staaten anzuschließen, die sich auf dem Rückzug befindet. Dabei kommt es zu einem ersten Kuss zwischen Rhett und Scarlett, gegen den sie sich allerdings wehrt.
Als Scarlett in Tara eintrifft, findet sie den Leichnam ihrer Mutter vor, die in der Nacht zuvor an Typhus gestorben war. Ihr Vater, der stolze Plantagenbesitzer Gerald, hat den Verstand verloren, die beiden Schwestern sind krank, und neben den Unionssoldaten haben konföderierte Marodeure und befreite Sklaven fast alles erbeutet. Nur zwei Hausdiener der Familie O’Hara, u. a. Mammy, sind geblieben; die bis dahin reichen Sklavenhalter lernen Hunger und Elend kennen und müssen selbst bei der Feldarbeit anpacken.
In dieser Situation wird Scarlett zum Oberhaupt der Familie, treibt Nahrungsmittel auf, versucht, den Alltag wieder in geordnete Bahnen zu bringen, treibt alle zum Arbeiten an und tötet sogar einen marodierenden Unionssoldaten, um ihr Haus und die Familie zu schützen. Scarlett und Melanie kümmern sich außerdem um die aus der Kriegsgefangenschaft zurückkehrenden Südstaaten-Soldaten, unter ihnen ist auch Ashley. Erneut versucht Scarlett, ihn für sich zu gewinnen, und will sogar mit ihm durchbrennen. Doch Ashley ist durch den Krieg traumatisiert und hat sich in eine Scheinwelt vor dem Krieg zurückgezogen.
Weil hohe Steuern für Tara angesetzt werden und der ehemalige Sklavenaufseher Jonas Wilkerson droht, die Plantage bei einer Zwangsversteigerung zu kaufen, versucht Scarlett, Geld aufzutreiben. Bei einem Besuch von Wilkerson ist Scarletts immer noch verwirrter Vater so aufgebracht, dass er vom Pferd stürzt und stirbt. Scarlett geht unterdessen zu Rhett Butler, der als Kriegsgefangener im Gefängnis von Atlanta sitzt. Sie umschmeichelt ihn, um den Geldbetrag von ihm zu leihen. Rhett durchschaut ihre Unaufrichtigkeit und lehnt ab.
In ihrer Not heiratet Scarlett Frank Kennedy, den langjährigen älteren Verlobten ihrer Schwester Suellen, um an sein Geld zu kommen, denn er verfügt durch einen erfolgreichen Laden über ein kleines Vermögen. Scarlett überredet Frank, ins Bauholzgeschäft einzusteigen, und übernimmt die Leitung der Sägerei. Sie gerät in gesellschaftliche Kritik, weil sie Sträflinge unter harten Bedingungen als Arbeiter anstellt, Handel mit „Yankees“ betreibt und häufig allein ohne Begleitung unterwegs ist. Nach einem Überfall auf Scarlett nimmt ihr Mann an einem Racheakt teil, der ihn das Leben kostet. Die weiteren daran beteiligten Personen, darunter Ashley und Dr. Meade, können nur knapp entkommen und werden von den Nordstaatlern der Selbstjustiz verdächtigt. Rhett tritt schließlich mit einer Ausrede für sie ein und rettet ihnen damit das Leben.
Rhett Butler, der schon lange in Scarlett verliebt war, macht ihr einen Heiratsantrag, den sie annimmt. Er versucht, die Liebe seiner Frau zu gewinnen, indem er sie mit Luxus überhäuft und mit ihr auf Reisen geht. Sie bauen sich unter anderem eine prächtige Villa in Atlanta. Die Ehe bleibt jedoch nur oberflächlich glücklich, da Scarlett noch immer an ihrer vermeintlichen Liebe zu Ashley festhält. Scarlett bringt eine Tochter zur Welt. Danach verweigert sie Rhett den ehelichen Verkehr, da sie um ihre Figur besorgt ist und weitere Schwangerschaften fürchtet.
Eines Tages begegnet sie in der Sägerei Ashley, die beiden reden über ihre Erinnerungen an die Zeit nach dem Krieg. Ashley dankt Scarlett für alles, was sie für ihn und Melanie getan hat, und umarmt sie. Diese Szene wird von Ashleys Schwester India beobachtet, die eine Affäre vermutet und entsprechende Gerüchte verbreitet. Scarlett wagt es daher nicht, zu Ashleys Geburtstagsfeier zu gehen. Rhett zwingt sie schließlich, das Fest zu besuchen. Melanie empfängt Scarlett liebevoll und hält die Gäste an, Scarlett nicht zu ächten. Am selben Abend fällt der wütende und angetrunkene Rhett zu Hause über Scarlett her, um „den unsichtbaren Dritten in seiner Ehe aus ihren Gedanken zu löschen“.
Am nächsten Morgen ist Scarlett zu stolz, um Rhett zu gestehen, wie sehr sie diese Liebesnacht genossen hat, und Rhett teilt ihr mit, dass er sie verlassen werde. Er reist mit der Tochter nach London, die dort allerdings unglücklich ist und zurückkehren will. Als Rhett von der Reise zurückkehrt, erfährt er von Scarlett, dass sie wieder schwanger ist. Es kommt zu einem heftigen Streit, in dessen Verlauf Scarlett die Treppe hinunterfällt und eine Fehlgeburt erleidet. Rhett ist beschämt über sein Verhalten. Der Versuch, die Ehe zu retten, wird vom Tod der Tochter vereitelt, die sich beim Hürdenspringen mit ihrem Pony das Genick bricht. Scarlett und Rhett geben sich gegenseitig die Schuld am Tod des Mädchens. Rhett verliert darüber fast den Verstand. Er schließt sich tagelang mit dem Leichnam seiner Tochter ein, und nur Melanie gelingt es schließlich, ihn zu überreden, das Kind beerdigen zu lassen.
Melanie ist trotz Abratens der Ärzte wieder schwanger geworden und bricht zusammen. Auf dem Sterbebett bittet Melanie Scarlett, sich um ihren Ehemann Ashley zu kümmern und sich auch mit Rhett zu versöhnen, weil dieser sie so liebe. Nach Melanies Tod erkennt Scarlett, dass ihre Liebe zu Ashley ein Hirngespinst war und sie in Rhett Butler ihren idealen Partner gefunden hat, den sie eigentlich liebt. Sie bittet Rhett um Vergebung. Doch für ihn kommt diese Erkenntnis zu spät. Scarletts Flehen, sie nicht allein zu lassen, ist ihm gleichgültig, und er verlässt sie. Scarlett beschließt, nach Tara zurückzukehren, und zeigt sich fest entschlossen, Rhett wiederzugewinnen.

## Besetzung und Synchronisation
Die Nennung der Schauspieler in den Credits ist nicht nach der Größe der Rollen, sondern nach den Orten sortiert, an denen sie zum ersten Mal auftreten: der Plantage Tara, dem Fest auf Zwölf Eichen sowie Atlanta. Mit Mickey Kuhn, der Melanie Hamiltons Sohn Beau Wilkes darstellte, starb im November 2022 der letzte der im Vorspann erwähnten Schauspieler.
Die deutsche Synchronbearbeitung entstand 1953 im MGM Synchronisations-Atelier Berlin. Da Siegfried Schürenberg schon früh als dessen deutscher Sprecher mit Clark Gable verbunden gewesen war, bestand MGM bei der Synchronisation von Vom Winde verweht ausdrücklich auf die Verwendung seiner Stimme. Ashley Wilkes war die berühmteste Synchronrolle für Axel Monjé, der zugleich den Vorarbeiter Big Sam sprach.
| Rolle                                                            | Darsteller            | Synchronsprecher      |
| Auf der Plantage Tara                                            | Auf der Plantage Tara | Auf der Plantage Tara |
| ---------------------------------------------------------------- | --------------------- | --------------------- |
| Gerald O’Hara, Besitzer von Tara                                 | Thomas Mitchell       | Walter Werner         |
| Ellen O’Hara, seine Frau                                         | Barbara O’Neil        |                       |
| Scarlett O’Hara, seine älteste Tochter                           | Vivien Leigh          | Elfie Beyer           |
| Suellen O’Hara, seine mittlere Tochter                           | Evelyn Keyes          |                       |
| Careen O’Hara, seine jüngste Tochter                             | Ann Rutherford        | Margot Leonard        |
| Brent Tarleton, Scarletts Verehrer                               | Fred Crane            | Klaus Miedel          |
| Stuart Tarleton, Scarletts Verehrer                              | George Reeves         | Paul Edwin Roth       |
| Mammy, Hauspersonal                                              | Hattie McDaniel       | Erna Sellmer          |
| Pork, Hauspersonal                                               | Oscar Polk            | Herbert Weißbach      |
| Prissy, Hauspersonal                                             | Butterfly McQueen     | Annemarie Wernicke    |
| Jonas Wilkerson, Aufseher von Tara                               | Victor Jory           | Hans Emons            |
| Big Sam, Vorarbeiter                                             | Everett Brown         | Axel Monjé            |
| Beim Fest auf Zwölf Eichen                                       |                       |                       |
| John Wilkes, Besitzer von Zwölf Eichen                           | Howard C. Hickman     |                       |
| India Wilkes, seine Tochter                                      | Alicia Rhett          |                       |
| Ashley Wilkes, sein Sohn                                         | Leslie Howard         | Axel Monjé            |
| Melanie Hamilton, Cousine der beiden                             | Olivia de Havilland   | Tilly Lauenstein      |
| Charles Hamilton, Melanies Bruder und Scarletts erster Mann      | Rand Brooks           | Paul Edwin Roth       |
| Frank Kennedy, ein Gast und Scarletts zweiter Mann               | Carroll Nye           | Wolfgang Lukschy      |
| Rhett Butler, ein Gast aus Charleston und Scarletts dritter Mann | Clark Gable           | Siegfried Schürenberg |
| In Atlanta                                                       |                       |                       |
| Tante „Pittypat“ Hamilton, Melanies Tante                        | Laura Hope Crews      |                       |
| „Onkel Peter“, Pittypats Sklave                                  | Eddie Anderson        | Walter Bluhm          |
| Dr. Meade, Arzt                                                  | Harry Davenport       |                       |
| Mrs. Carolyn Meade, seine Frau                                   | Leona Roberts         | Lilli Schoenborn      |
| Mrs. Dolly Merriwether                                           | Jane Darwell          | Erna Haffner          |
| Belle Watling, Prostituierte                                     | Ona Munson            | Hilde Hildebrand      |
| Kleinere Nebenrollen                                             |                       |                       |
| Plündender Yankeedeserteur auf Tara                              | Paul Hurst            | Walter Altenkirch     |
| Bonnie Blue Butler, Scarletts und Rhetts Tochter                 | Cammie King Conlon    |                       |
| Johnny Gallagher, Auspeitscher im Sägewerk                       | J. M. Kerrigan        | Manfred Meurer        |
| Phil Meade, Dr. Meades Sohn                                      | Jackie Moran          | Horst Gentzen         |
| Bonnies Kindermädchen in London                                  | Lillian Kemble-Cooper |                       |
| Cathleen Calvert, Gast auf Zwölf Eichen                          | Marcella Martin       |                       |
| Beau Wilkes, Melanies und Ashleys Sohn                           | Mickey Kuhn           |                       |
| Yankeecorporal, Wachmann beim Gefängnis                          | Irving Bacon          |                       |
| Reitender Südstaaten-Offizier auf der Flucht                     | William Bakewell      |                       |
| Emmy Slattery, Geliebte von Jonas Wilkerson                      | Isabel Jewell         |                       |
| Soldat, dessen Bein amputiert werden muss                        | Eric Linden           |                       |
| Tom, Yankeehauptmann (in Wilkes’ Haus)                           | Ward Bond             |                       |
| Verwundeter Soldat, der sich an Kindheit erinnert (Stimme)       | Cliff Edwards         |                       |
| Räuber, der Scarlett überfällt                                   | Yakima Canutt         |                       |
| Hungernder Soldat, der Beau Wilkes in Armen hält                 | Louis Jean Heydt      |                       |
| Carpetbagger-Geschäftsmann                                       | Olin Howland          |                       |
| Yankeemajor, Leiter beim Gefängnis                               | Robert Elliott        |                       |
| Maybelle Merriweather, Mrs. Merriweathers Tochter                | Mary Anderson         |                       |

## Hintergrund

### Erwerb der Rechte

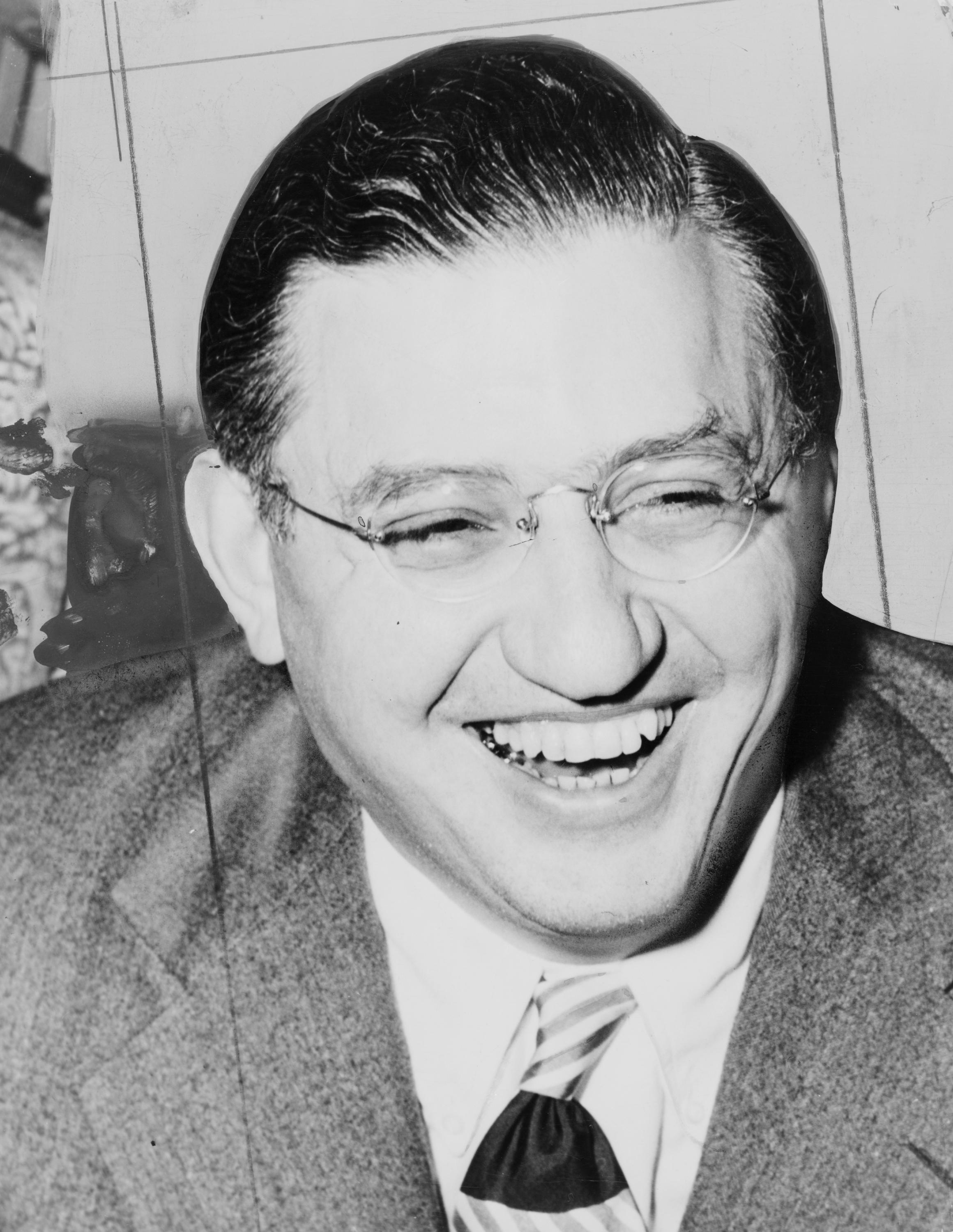
David O. Selznick (1940)

Noch bevor das Buch überhaupt veröffentlicht wurde, lehnten zahlreiche Produzenten eine Verfilmung ab, darunter Louis B. Mayer und Irving Thalberg von Metro-Goldwyn-Mayer, Pandro S. Berman von RKO Pictures sowie David O. Selznick mit Selznick International Pictures. Zwar mochte Jack L. Warner von Warner Brothers die Story, doch war der größte Star seines Studios, Bette Davis, nicht an der Rolle der Scarlett interessiert und auch Darryl F. Zanuck von 20th Century Fox bot für die Filmrechte nicht genug Geld. David Selznick änderte seine Meinung über eine Verfilmung erst, als seine Story Editorin Kay Brown sowie sein Geschäftspartner John Hay Whitney ihn drängten, die Filmrechte zu kaufen. Im Juni 1936, einen Monat nach der Veröffentlichung des Buches, kaufte Selznick die Filmrechte für 50.000 US-Dollar. Anfangs wurde Selznick für seine Bemühungen belächelt, da Filme über den amerikanischen Bürgerkrieg bis dahin eher Kassengift waren. Der Roman entwickelte sich allerdings in der Folge zum größten Bestseller, den die US-amerikanische Literaturgeschichte bis dahin gekannt hatte.

### Besetzung
Die Besetzung der Hauptrollen war schwierig und erstreckte sich über insgesamt zwei Jahre. Zwar wollte Selznick Clark Gable von Anfang an verpflichten, doch dieser war beim Filmstudio MGM unter Vertrag, welches eine Ausleihe von Gable ablehnte. Auch der ebenfalls von Selznick favorisierte Gary Cooper konnte die Rolle nicht bekommen, da Samuel Goldwyn, bei dem er unter Vertrag war, eine Ausleihe ablehnte. Warner Brothers bot Selznick Errol Flynn, Bette Davis und Olivia de Havilland für die Hauptrollen sowie die Übernahme von der Hälfte der Produktionskosten; im Gegenzug sollte Warner die Veröffentlichungsrechte erhalten. Dieses Angebot wurde vor allem auf Betreiben von Bette Davis abgegeben, doch Selznick lehnte es ab.
Wegen des Vertrages mit MGM mussten die Dreharbeiten auf Ende 1938 verschoben werden, da erst zu diesem Zeitpunkt der Vertrag von Selznick Pictures mit United Artists endete. Selznick nutzte die Zeit, um am Drehbuch zu feilen und eine Schauspielerin für die Hauptrolle der Scarlett O’Hara zu finden, das sogenannte „Searching for Scarlett“. Er begann ein Casting über die ganze USA, an dem rund 1400 zumeist unbekannte Frauen teilnahmen. Die Presse scherzte, jede Schauspielerin Hollywoods im Alter zwischen Shirley Temple (damals 10 Jahre alt) und May Robson (damals 80 Jahre alt) bemühe sich um die Hauptrolle. Die Suche kostete rund 100.000 US-Dollar und brachte kein Ergebnis, verschaffte dem Projekt jedoch jede Menge Publicity, und die Besetzung der weiblichen Hauptrolle wurde zu einer nationalen Beschäftigung. Neunzig Schauspielerinnen kamen schließlich in die engere Auswahl und wurden Filmaufnahme-Tests unterzogen.
Selznick hatte zuerst an Miriam Hopkins und Tallulah Bankhead gedacht. Auch Joan Crawford, zu diesem Zeitpunkt bei MGM, wurde zusammen mit Clark Gable für die Hauptrolle in Betracht gezogen. Nachdem die Verhandlungen um Crawford gescheitert waren, sprach Selznick mit Norma Shearer, aber sie lehnte eine Besetzung ab, weil sie negative Reaktionen von ihren Fans erhielt. Katharine Hepburn versuchte dagegen mit der Unterstützung ihres Freundes George Cukor, der als Regisseur des Filmes verpflichtet worden war, die Rolle zu bekommen. Doch Selznick lehnte Hepburn mit der Begründung ab, sie sei „zu spröde“. Bei der intensiven und langwierigen Suche nach der weiblichen Hauptrolle wurden allein für die Castings fast 50.000 Meter Film aufgenommen, 4000 Meter davon in Farbe. Damit hält der Film auch den Rekord für die ausführlichsten Probeaufnahmen.
In die engere Auswahl kamen Joan Bennett, Jean Arthur und Paulette Goddard. Die Wahl fiel auf Goddard, diese konnte angeblich jedoch keine Heiratsurkunde für ihre Ehe mit Charlie Chaplin vorweisen und galt deswegen als moralisch unhaltbar. Im Dezember 1938 lernte Selznick durch seinen Bruder die in den USA noch völlig unbekannte Schauspielerin Vivien Leigh kennen, die als Zuschauerin an einem Set anwesend war. Nachdem er ihr gravierende Ähnlichkeit mit der von Margaret Mitchell beschriebenen Figur der Scarlett zugeschrieben hatte, wurde sie zum Casting eingeladen und im Januar 1939 für die Rolle unter Vertrag genommen.
Die Besetzung der Rolle des Rhett Butler gestaltete sich einfacher. Obwohl anfangs Gary Cooper und Ronald Colman im Gespräch waren, wurde Clark Gable für Selznick „die erste und einzige Wahl“. Auch für die Öffentlichkeit und die Presse war Gable die Wunschbesetzung des Rhett Butler. Der Darsteller stand beim Hollywood-Studio Metro-Goldwyn-Mayer unter Vertrag. Damit Gable die männliche Hauptrolle übernehmen durfte, musste er an den Produzenten Selznick ausgeliehen werden, was MGM jedoch zunächst noch verhinderte. Selznicks Schwiegervater, Louis B. Mayer, bot ihm schließlich im August 1938 an, Gable auszuleihen sowie 1,25 Millionen US-Dollar für das Filmbudget zur Verfügung zu stellen. Der Preis dafür war allerdings hoch: Selznick musste Gables Gehalt zahlen, während MGM die Hälfte der Filmeinnahmen erhielt. Außerdem sollte MGMs Tochterfirma Loew’s, Inc. den Film veröffentlichen.

### Dreharbeiten und Drehbuch
Eine der ersten Filmaufnahmen für Vom Winde verweht war der Brand von Atlanta, der im Dezember 1938 gedreht wurde, wobei sieben Kameras zum Einsatz kamen. Selznick steckte dafür das Set von King Kong in Brand, das seit 1933 auf dem Studioareal gestanden hatte. Die in dieser Szene zu sehenden Silhouetten von Scarlett und Rhett wurden von verschiedenen Doubles verkörpert. Abgesehen von dieser und einigen bereits 1938 angefertigten Filmaufnahmen begann die Produktion des Films am 26. Januar 1939 und damit zehn Tage nach der Vertragsunterzeichnung von Vivien Leigh. Regisseur war zunächst George Cukor, doch nach einigen Drehtagen kam Selznick zu der Überzeugung, dass Cukor nicht der richtige für diesen Film sei, und engagierte Victor Fleming. Als dieser krank wurde, sprang auch der Regisseur Sam Wood für einige Drehtage ein. In den Vorspann wurden Cukors und Woods Namen allerdings nicht aufgenommen, obwohl auch deren Szenen im fertigen Film verwendet wurden. Vivien Leigh arbeitete 22 Wochen durchgehend am Set und hatte in dieser Zeit lediglich vier Tage Drehpause. Die letzte Filmaufnahme wurde am 11. November 1939 nur knapp einen Monat vor der Premiere aufgenommen.
Sidney Howard hatte zunächst ein Drehbuch vorgelegt, das mit fünfeinhalb Stunden viel zu lang war. Ben Hecht und John Van Druten wurden engagiert, um mit Selznick ein neues Drehbuch zu verfassen. Als Fleming allerdings die Regie übernahm, wechselte er wieder zu Howards alter Fassung, die nach Kürzungen durch Selznick schon während der Dreharbeiten die endgültige Fassung ergab. Auch der Schriftsteller F. Scott Fitzgerald versuchte sich an dem Drehbuch, wurde jedoch nach kurzer Zeit wieder entlassen. Die Dialoge im Drehbuch wurden größtenteils buchgetreu übernommen. Vivian Leigh urteilte über ihren Filmpartner Clark Gable: „Er hat falsche Zähne und Mundgeruch.“

### Ausstattung und Kostüme
Vom Winde verweht war zur Zeit seiner Entstehung eines der größten Filmprojekte der Filmgeschichte. Durch die aufwendige Gestaltung der landschaftlichen und historischen Kulissen und der Kostüme sowie die genaue Beachtung der historischen Hintergründe war die Produktion sowohl für den Produzenten als auch für die 2400 Beschäftigten am Filmset eine nervenaufreibende Herausforderung. Bereits im Vorfeld wurden von William Cameron Menzies, Lyle Wheeler und der Kunstabteilung des Studios tausende Entwürfe für Szenen und deren Kulissen angefertigt. So war beispielsweise die rekonstruierte Stadtkulisse von Atlanta das größte bis dahin gebaute Filmset. Es umfasste über 50 Gebäude und zwei Kilometer Straßenstrecke und wurde, wie auch die Plantage Tara, auf dem Außengelände der Studios von David O. Selznick in Culver City gebaut. Insgesamt wurden 90 der 200 in die nähere Auswahl gerückten Sets verwirklicht und errichtet.
Die aufwendigen historischen Kostüme trugen entscheidend zur Wirkung des Films bei, Walter Plunkett fertigte Entwürfe für mehrere tausend Kostüme an. Dabei hielt er sich sowohl an die Beschreibungen im Roman als auch an seine eigenen Nachforschungen. Allein die Reinigungskosten für die Kostüme, die nach jeder Benutzung gesäubert werden mussten, betrugen rund 10.000 Dollar, und für die Herstellung wurden sieben Ballen Baumwolle benötigt. Plunketts Arbeit wurde dadurch erschwert, dass in der Handlungszeit der Geschichte vor allem die Damenmode einige weitgehende Änderungen durchmachte und er den Stil jeweils der entsprechenden Periode anpassen musste. Dabei reichte die Wandlung von der Reifrockmode vor dem Krieg über den aus der Not geborenen Stil während der Kriegsjahre bis hin zur Geschäftsmode der florierenden Nachkriegsperiode. Auch die imposanten Hüte, insbesondere von Scarlett, mussten entworfen werden, wofür John Frederics verantwortlich war.
Neben Ausstattern, Szenenbildnern, Kulissenbauern, Kostümbildnern und Modisten waren noch rund 70 Teppich- und Tapetendesigner im Einsatz. Außerdem verwendete man im gesamten Film über 1000 Pferde und fast 400 weitere Tiere, 450 Fahrzeuge und eine Menge „Gerümpel“ für die Kriegsaufnahmen. Bei der Szene des Brandes von Atlanta standen hunderte Helfer bereit, darunter Mitglieder der Feuerwehr von Los Angeles sowie Polizeibeamte, um das Feuer unter Kontrolle zu halten und im Falle eines Missgeschicks zur Seite zu stehen. Es wurden drei jeweils 5000 Gallonen beinhaltende Wassertanks verbraucht, um das Feuer anschließend zu löschen. Um den großen Drehort mit einer Kamera festhalten zu können, musste eigens ein neuer Kamerakran entwickelt werden. Er war der größte bis dahin gebaute und wog etwa 120 Tonnen.
Während der gesamten Produktion wurde rund 140 km Filmmaterial aufgenommen, lediglich 50 km davon entwickelt und der endgültige Film auf 6000 Meter geschnitten. Es wurde verlautet, dass im Falle einer originalgetreuen Buchverfilmung 300 km Film notwendig gewesen wären. Die Dauer eines derart langen Films hätte eine ganze Woche mit 24-Stunden-Tageslaufzeit in Anspruch genommen. Bilanzbuchhalter des Selznick-Studios schätzten außerdem den vollständigen Arbeitsaufwand der gesamten Mitarbeiterschaft auf 750.000 Arbeitsstunden.

## Filmmusik
Für die Filmmusik wählte Selznick den gebürtigen Österreicher Max Steiner aus, mit dem er bereits Anfang der 1930er Jahre bei RKO Pictures zusammengearbeitet hatte. Eigentlich war Steiner bei Warner Brothers unter Vertrag, doch diese stimmten einer Ausleihe Steiners an Selznick zu. Insgesamt arbeitete Steiner zwölf Wochen an der Filmmusik, die längste Zeit, die er in seiner Karriere je gebraucht hatte. Mit einer Länge von mehr als zweieinhalb Stunden ist dies auch die längste Musik für einen Film. Fünf Orchester spielten die Musik ein, jeweils unter Leitung von Hugo Friedhofer, Maurice de Packh, Bernhard Kaun, Adolph Deutsch sowie Reginald Bassett. Wegen des Zeitmangels erhielt Steiner bei seinen Kompositionen Unterstützung durch Friedhofer, Deutsch und Heinz Roemheld. Es wurden auch zwei kurze Stücke aus früheren MGM-Filmen von Franz Waxman und William Axt verwendet.
Aus der Filmmusik stechen vor allem die zwei Liebesthemen hervor; ein Thema steht für die Liebe zwischen Melanie und Ashley und ein weiteres für Scarletts Liebe zu Ashley. Für Rhett und Scarlett gibt es hingegen kein Liebesthema. Steiner verwendete in seiner Komposition viele populäre Lieder aus der Zeit des Bürgerkrieges, vor allem aus der Folkmusik von Komponisten wie Stephen Foster. Auch patriotische Lieder wie I Wish I Was in Dixie oder The Bonnie Blue Flag kommen im Film vor. Der berühmteste Teil der Filmmusik Steiners ist Tara’s Theme, das die Plantage Tara begleitet.
Insgesamt wurden 99 Musikstücke für die Filmmusik verwendet, darunter:
- Ouvertüre – MGM Studio Orchestra
- Tara’s Theme
- (I Wish I Was in Dixie) (1860) – Komponist/Texter Daniel Decatur Emmett
- Katie Belle – Komponist/Texter Stephen Foster
- Under the Willow She’s Sleeping (1860) – Komponist/Texter Stephen Foster
- Lou’siana Belle (1847) – Komponist/Texter Stephen Foster
- Dolly Day (1850) – Komponist/Texter Stephen Foster
- Ring de Banjo (1851) – Komponist/Texter Stephen Foster
- Sweet and Low (1865) – Komponist Joseph Barnby
- Ye Cavaliers of Dixie – Komponist unbekannt
- Taps (1862) – Komponist/Texter General Daniel Butterfield
- Massa’s in de Cold Ground (1852) – Komponist/Texter Stephen Foster
- Maryland, My Maryland (1861) – Basiert auf O Tannenbaum
- Irish Washerwoman – Traditional Irish Jig
- Garryowen – Traditional
- When Johnny Comes Marching Home (1863) – Komponist/Texter Louis Lambert
- Weeping, Sad and Lonely (When This Cruel War Is Over) (1862) – Komponist Henry Tucker
- The Bonnie Blue Flag (1861) – Komponist Harry McCarthy
- Hark! The Herald Angels Sing (pub. 1856) – Komponist Felix Mendelssohn Bartholdy (1840)
- Tramp! Tramp! Tramp! (The Boys Are Marching) (1864) – Komponist/Texter George Frederick Root
- The Old Folks at Home (Swanee River) (1851) – Komponist/Texter Stephen Foster
- Go Down Moses (Let My People Go) – Traditional Spiritual
- My Old Kentucky Home (1853) – Komponist/Texter Stephen Foster, a-cappella gesungen von Butterfly McQueen
- Marching Through Georgia (1865) – Komponist/Texter Henry Clay Work
- Battle Hymn of the Republic (circa 1856) – Komponist William Steffe
- Beautiful Dreamer (1862) – Komponist Stephen Foster
- Jeanie with the Light Brown Hair (1854) – Komponist Stephen Foster
- Yankee Doodle (ca. 1755) – Traditional
- Stars of the Summer Night (1856) – Komponist Isaac Baker Woodbury
- Bridal Chorus (Here Comes the Bride) (1850) – Aus Lohengrin, Komponist/Texter Richard Wagner
- Deep River – Traditional
- For He’s a Jolly Good Fellow – Traditional
- London Bridge Is Falling Down – Traditional
- Ben Bolt (Oh Don’t You Remember) (1848) – Komponist Nelson Kneass
- Gedicht von Thomas Dunn English (1842) – A-cappella gesungen von Vivien Leigh

## Auszeichnungen

### Oscars
Der Film ging mit einer Rekordzahl von 13 Nominierungen in die Oscarverleihung 1940 und gewann acht der begehrten Preise und zudem zwei Ehren-Oscars. Dieser Rekord wurde erst 1954 durch Verdammt in alle Ewigkeit und 1955 durch Die Faust im Nacken mit jeweils acht Auszeichnungen eingestellt und hielt bis zur Oscarverleihung 1959, bei der Gigi neun Oscars (bei neun Nominierungen) erhielt.
Gewonnen:
- Bester Film
- Beste Regie – Victor Fleming
- Beste Hauptdarstellerin – Vivien Leigh
- Beste Nebendarstellerin – Hattie McDaniel
- Bester Schnitt – Hal C. Kern, James E. Newcom
- Beste Kamera (Farbfilm) – Ernest Haller, Ray Rennahan
- Bestes adaptiertes Drehbuch – Sidney Howard
- Bestes Szenenbild – Lyle R. Wheeler

Nominierungen:
- Bester Hauptdarsteller – Clark Gable
- Beste Nebendarstellerin – Olivia de Havilland
- Bester Ton – Thomas T. Moulton
- Beste Filmmusik – Max Steiner
- Beste Spezialeffekte – Jack Cosgrove, Fred Albin, Arthur Johns

Ehren-Oscars
- Sonderpreis für William Cameron Menzies für den Einsatz von Farben
- Sonderpreis für Technische Verdienste – Don Musgrave und die Selznick International Pictures

### Weitere Auszeichnungen
- 1939 erhielt Vivien Leigh den Preis als beste Schauspielerin bei den New York Film Critics Circle Awards.
- 1989 wurde der Film in das National Film Registry aufgenommen. Außerdem erhielt er in diesem Jahr den People’s Choice Award.
- In den vom American Film Institute herausgegebenen Toplisten ist der Film mehrfach vertreten: Auf Platz 4 der 1998er Liste der 100 Besten Filme aller Zeiten sowie auf Platz 2 der 100 Besten Liebesfilme aller Zeiten. Außerdem rangiert das Zitat „Frankly, my dear, I don’t give a damn.“ (in der deutschen Version „Offen gesagt, ist mir das gleichgültig.“) auf Platz 1 in der Liste der 100 bekanntesten Filmzitate aller Zeiten, und die Filmmusik von Max Steiner belegt Platz 2 in der Liste der 25 größten Filmmusiken aus 100 Jahren.

## Rezeption

### Kinoaufführungen und Publikumserfolg
Die Weltpremiere des Films fand nach dreieinhalb Jahren Vorbereitung und Herstellung am 15. Dezember 1939 in Atlanta statt; der Film war erst einen Monat vorher fertiggestellt worden. An der Premiere und der anschließenden Feier nahmen fünf Bürgerkriegsveteranen, die alle bereits über 90 Jahre alt waren, sowie bis auf Leslie Howard alle Stars des Films teil; insgesamt sollen eine Mio. Menschen dabei gewesen sein, und der Gouverneur von Georgia setzte den Tag als Feiertag an. Hattie McDaniel, die im folgenden Jahr für ihre Rolle der Mammy den Oscar erhalten sollte, und alle anderen farbigen Darsteller durften aufgrund der Rassentrennung im Bundesstaat Georgia nicht teilnehmen. Anlässlich der Filmpremiere kreierte man auch den bis heute bekannten Cocktail Scarlett O’Hara.
Laut Guinness-Buch der Rekorde spielte der Film in seiner ersten Laufzeit weltweit 393,4 Mio. US-Dollar ein, im Jahr 2014 entsprach dies einer inflationsbereinigten Summe von 3,44 Mrd. US-Dollar. Damit ist Vom Winde verweht das kommerziell erfolgreichste Werk der Filmgeschichte. Zu damaligen Zeiten wurden in den USA 202 Mio. Eintrittskarten verkauft; bis heute zählte der Film weltweit 504 Mio. Besucher, davon 283 in den USA. Die Popularität des Filmes hält bis heute an: In einer Umfrage (The Harris Poll) des Meinungsforschungsinstituts Harris Interactive unter 2.279 Amerikanern wurde Vom Winde verweht 2008 zum „beliebtesten Film“ gewählt, auf Rang zwei und drei fanden sich Krieg der Sterne und Casablanca. Bis heute profitiert Atlanta vom Tourismus durch den Film.
In der Bundesrepublik Deutschland hatte der Film am 15. Januar 1953 Premiere. Für die Wiederaufführung im Jahr 1967 wurde das Filmformat vom Normalformat auf 70 mm Breitbildformat umkopiert. Außerdem wurde ein Stereoton hinzugefügt. In einer Maske wurde ein Teil des oberen bzw. unteren Bildausschnitts je nach Szene individuell beschnitten. Im deutschen Fernsehen war er erstmals am Abend des ersten Weihnachtstages 1984 im ZDF zu sehen.

### Kritiken
Bis heute erhält Vom Winde verweht zumeist sehr gute Kritiken, bei Rotten Tomatoes besitzt er etwa – basierend auf 81 Kritiken – eine Wertung von 94 %. Als Rotten-Tomatoes-Konsens gilt: „Gefilmt und dargestellt in einem Maßstab, wie man ihn in heutigen Produktionen nicht mehr sehen kann, ist Vom Winde verweht, wenn nicht der definitive und absolute Hollywood-Film, dann mit Sicherheit nahe dran“. Auch das Lexikon des internationalen Films zeigt sich beeindruckt und schreibt: „Das breitangelegte Epos war einer der größten Kassenerfolge der Kinogeschichte. Der Film fasziniert immer noch durch hervorragende schauspielerische Leistungen und die fesselnde Schilderung von Schicksalen vor dem Hintergrund der Bürgerkriegswirren.“
Frank S. Nugent schrieb in seiner Kritik vom 20. Dezember 1939, Vom Winde verweht sei wahrscheinlich nicht der „größte Film aller Zeiten“, aber das „ambitionsreichste Wagnis im Filmemachen in Hollywoods spektakulärer Geschichte“. Selznick sei das Wagnis eingegangen, Mitchells Buch mit bisher nicht gekannter literarischer Treue zu verfilmen. Produktionsdesign, Kostüme und Besetzung seien „atemberaubend“. Vivien Leigh sei perfekt besetzt als „äußerste Verkörperung der egoistischen, ungestümen, schlitzäugigen Miss“, auch der Rest der Besetzung – allen voran Hattie McDaniel – sei überzeugend. Nach langem Warten auf den Film sei man überraschenderweise „nicht enttäuscht“ worden. Nugent störte sich wie weitere zeitgenössische Kritiker an der langen Laufzeit, die den Film „anstrengend für die Augen“ mache.
Für das Lexikon Filme im Fernsehen ist es „einer der erfolgreichsten und berühmtesten Filme des Weltkinos.“ (Wertung: drei Sterne = sehr gut) Kino.de schreibt: „Das fulminante Südstaatenepos von Victor Fleming entstand nach der gleichnamigen Romanvorlage von Margaret Mitchell. Der große Klassiker wurde mit 10 Oscars ausgezeichnet. (…) Victor Flemings üppig ausgestattetes, überwältigendes Leinwandepos wurde schon bei seiner Premiere als Meilenstein der Filmgeschichte gefeiert: Nie zuvor wurden derart ergreifende Massenszenen gedreht und so luxuriöse Kulissen gebaut, während gleichzeitig hochkarätige Schauspieler wie Vivien Leigh, Clark Gable und Leslie Howard ihr Bestes geben.“ Bis in die 2010er Jahre noch lassen sich viele explizit lobende Kritiken finden: 1998 beispielsweise setzte der renommierte US-amerikanische Filmkritiker Roger Ebert das Werk auf seine Liste der besten Filme aller Zeiten und bezeichnete Vom Winde verweht als „emporragendes Denkmal“ des Filmes, weil er eine gute Geschichte so wunderbar erzähle. Ebert hob außerdem wie so viele andere die Leistungen von Clark Gable und Vivien Leigh in den Hauptrollen sowie deren interessante Filmfiguren hervor.
Der 1963 erschienene Band 6000 Filme zeigt sich dagegen weniger lobend: „In Darstellung, Aufnahmetechnik und Aufwand heute noch beachtlich, obschon das Monumentale zuweilen ins Monströs-Leere gerät. Alles was packen und rühren kann, wurde herbeigeholt; wirkt dadurch überladen und ist inhaltlich sehr zwielichtig.“ Im The Manchester Guardian hieß es, der Versuch einer werkgetreuen Verfilmung habe sich als Nachteil erwiesen: Es fehle der Geschichte die epische Qualität, die einen solch verschwenderischen Aufwand an Zeit, Talent und Produktionswerten rechtfertigen könnte. Zusammenbruch und Zerstörung des „alten Südens“ werde im zweiten Teil verlassen zugunsten ausufernder, sich wiederholender Schilderungen von Eheschließungen, Geburten, Todesfällen und häuslicher Streitereien.
Dies sah Arthur M. Schlesinger im Jahr 1973 ähnlich: Zwar sei es nicht sinnvoll, den Film für die Reproduktion der Stereotypen seiner Zeit zu verurteilen – für seine Haltung gegenüber Schwarzen und Frauen, für seine Idealisierung der Sklaverei und seine Karikatur des Wiederaufbaus der Nation. Entscheidend aber sei, dass sich der Versuch einer großen Erzählung über den Untergang einer tapferen, hochmütigen und stumpfen herrschenden Klasse vor dem Hintergrund von Krieg und sozialen Umwälzungen in einem Morast nicht überzeugender Sentimentalität verliere. Nicht die angestrebte Oper, sondern eine Seifenoper sei herausgekommen.
Richard Schickel vermisste unvergessliche Bilder, Dialoge, die sich für immer einprägen, und Lust darauf machen, den Film nochmals zu sehen. Denn das Bild eines Südens, der einst ein neues Zeitalter der Ritterlichkeit und Anmut gegründet habe, sei kaum glaubwürdig. Schlimmer noch, der Film als solcher sei merkwürdig leblos. Meistens werde geredet, noch dazu sehr schwulstig.
Besonderes Lob fand bei den Filmharmonischen Blättern die Filmmusik von Max Steiner: „Zur klassischen Komposition Max Steiners gilt noch immer, was viele Rezensenten bereits geschrieben haben: Steiners Komposition ist in der Geschichte der Filmmusik von beispielloser Zeitlosigkeit! So wie man Selznicks episches Drama Vom Winde verweht immer wieder sehen kann, weil es noch immer eines [sic!] der besten Romanadaptionen der Filmgeschichte ist, so ist auch Steiners epochemachende Filmmusik unsterblich geworden.“

### Rassismus-Debatte
Als kontroversester Aspekt des Filmes gilt eine nostalgische Inszenierung der Antebellum-Südstaaten und dadurch eine verharmlosende Darstellung der Sklaverei. So schrieb etwa Herbert Heinzelmann in einem Beitrag über die Rolle der Afroamerikanerinnen im Film: „Sonst durften sie in den 1930er-Jahren mit eigener Haut vor die amerikanischen Kameras treten, vor allem in Südstaaten-Romanzen und dort weiterhin streng typisiert, etwa als fürsorglich tapsige Sklaven-Nanny, wie sie Hattie McDaniel in Vom Winde verweht und vielen anderen Filmen verkörpert hat.“
Anlässlich des 75. Jahrestages der Uraufführung bezeichnete Marc Pitzke den Film als „rassistische Schwulst-Oper“, passend zur Stimmung der dreißiger Jahre: Überhöht werde die konföderierte Seele, dämonisiert die Yankees, die Kriegsniederlage nur als tragische Zerstörung des „Southern Way of Life“ mit seinen Plantagen und Krinolinen gesehen. Die Schwarzen kämen nur als Karikaturen vor: Gutmütige Naivlinge wie Big Sam, infantile Nervensägen wie die Sklavin Prissy: „Die Greuel der Sklaverei, fast eine Selbstverständlichkeit hier, sind nur Kulisse, die Schwarzen Komparsen. […] Nicht nur das Drehbuch war rassistisch gefärbt, auch die turbulente Produktion selbst. Es gab getrennte Toiletten für Weiße und Schwarze.“
Der Film wurde von schwarzen Kommentatoren kritisiert, weil er ihrer Meinung nach die Sklaverei verharmlose. Carlton Moss, ein afroamerikanischer Dramatiker, warf dem Film vor, in der gleichen anti-schwarzen Kategorie wie Die Geburt einer Nation zu sein. Er kritisierte die schwarzen Figuren, den „dämlichen Pork“ („pork“ = Schweinefleisch), die „indolente und völlig verantwortungslose Prissy“ („prissy“ = tüttelig, angepasst), Big Sams „Akzeptanz der Sklaverei“ und Mammy („mammy“: Schwarze Frau/Sklavin, die auf weiße Kinder aufpasst) mit ihrer „Unterwürfigkeit gegenüber Scarlett“.
Nach Hattie McDaniels Oscarauszeichnung warf ihr Walter Francis White, Vorsitzender der National Association for the Advancement of Colored People, vor, ein Uncle Tom zu sein, also jemand, der die Sklavenrolle unterwürfig akzeptiert. Malcolm X schrieb später „When Butterfly McQueen went into her act, I felt like crawling under the rug“ (Als Butterfly McQueen auftauchte, wollte ich unter den Teppich kriechen).
2015 regte Lou Lumenick, Filmkritiker der New York Post an, den „unzweifelhaft rassistischen“ Film nicht mehr aufzuführen. Dies führte zum Teil zu heftigen Gegenreaktionen. Bereits 2014 hatte Warner Brothers, Rechteinhaber seit 1996, die Blu-Ray-Fassung mit einer 26-Minuten-Dokumentation versehen, in der Historiker erörterten, inwiefern das Werk eine die Sklaverei verharmlosende Meinung befeuert.
Der Streamingdienst HBO Max, ein Teil von Warner Media, gab im Juni 2020 nach dem Todesfall George Floyd und den folgenden landesweiten Protesten bekannt, den Film neben weiteren Film- und Serienproduktionen vorerst aus dem Angebot zu nehmen. Er solle erst mit einer Erklärung seiner rassistischen Vorurteile und seiner Verharmlosung der Sklaverei sowie mit einer Distanzierung des Anbieters von diesen Inhalten wieder ins Programm aufgenommen werden. Seit Ende Juni 2020 wird der Film wieder bei HBO Max mit einer Einführung angeboten.

## Medien

### DVD-Veröffentlichung
Vom Winde verweht wurde 2000 erstmals auf DVD veröffentlicht. Es folgten diverse Wiederauflagen, unter anderem eine „Special Edition“ mit vier DVDs, die neben Nachdrucken von Szenenbildern auch verschiedene Dokumentationen enthielt. 2009 wurde der Film anlässlich seines 70. Jubiläums sowohl auf DVD als auch als Blu-ray Disc wiederveröffentlicht. Die parallel dazu veröffentlichte Ultimate Collector’s Edition auf Blu-ray beinhaltet weitere Extras sowie einen Bildband mit Fotografien um die Filmproduktion. Bei der DVD-Fassung wurde anstelle des Breitwandformats von 1967 wieder auf das originale 4:3-Format zurückgegriffen; das hat schwarze Streifen an den seitlichen Bildrändern zur Folge.

### Filmmusik
- Max Steiner, Stephen Foster, Daniel Emmett: Gone With the Wind. Original Motion Picture Soundtrack. 2-CD-Set mit 50-seitigem Begleitbüchlein. Rhino Records 1996, Tonträger-Nr. R2-72269 / UPN 0-8122-72269-2-3 – digital restaurierte, vollständige Originalaufnahme der Filmmusik durch das Selznick International Orchestra unter der Leitung von Max Steiner aus dem Jahr 1939
- Ders.: Max Steiner’s Classic Film Score Gone With the Wind. RCA/BMG o. J., Tonträger-Nr. GD80452 – Neueinspielung der Filmmusik durch das National Philharmonic Orchestra unter der Leitung von Charles Gerhardt aus dem Jahr 1973